# Half and Half
Half & Half est une série télévisée américaine en 91 épisodes de 22 minutes, créée par Jeffrey Klarik et diffusée entre le 23 septembre 2002 et le 15 mai 2006 sur le réseau UPN.
En France, la série a été diffusée à partir du 7 décembre 2007 sur Filles TV et est actuellement rediffusée depuis 2021 sur BET. Elle reste toutefois inédite dans les autres pays francophones.

## Synopsis
Mona et Dee-Dee n'ont apparemment qu'une chose en commun : leur père. Après avoir grandi loin l'une de l'autre, elles vont vivre dans le même immeuble à San Francisco et découvrir un lien fraternel nouveau, unique et fort. Élevée par sa mère célibataire, Mona est une jeune femme indépendante et foncièrement libre. Chargée de production dans une maison de disques, elle a une volonté à toute épreuve et peut même faire preuve d'un caractère bien trempé ! À l'opposé, sa petite sœur Dee Dee a tout d'une jeune fille de bonne famille.

## Distribution

### Acteurs principaux
- Rachel True (VF : Chantal Baroin) : Monique Alexandra « Mona » Rose Thorne
- Essence Atkins (VF : Julie Turin) : Deirdre Chantal « Dee Dee » Thorne
- Telma Hopkins (VF : Brigitte Virtudes) : Phyllis Thorne
- Valarie Pettiford (VF : Sylvie Genty) : Deirdre « Big Dee Dee » LaFontaine Thorne
- Chico Benymon (en) (VF : Vincent Barazzoni) : Andre Spencer Williams
- Alec Mapa (VF : Yann Le Madic) : Adam Benet (dès la saison 3, auparavant récurrent)

### Acteurs secondaires
- Obba Babatundé (VF : Pierre-François Pistorio) : Charles Thorne (12 épisodes)
- MC Lyte (VF : Ariane Deviègue) : Kai Owens (14 épisodes)
- Joey Lawrence (VF : Donald Reignoux) : Brett Mahoney[1] (saison 4, 9 épisodes)

### Invités
- Clifton Davis : Pasteur David Adams (saison 2, épisode 19)
- Tiffany Alexander et Serena C. McKinney : elles-mêmes[2] (saison 3, épisode 20)
- Michelle Williams : Naomi Dawson[3] (saison 4, épisodes 14 à 16)

 Source et légende : version française (VF) sur RS Doublage

## Épisodes

### Première saison (2002-2003)
1. Sœurs ennemies (The Big Pilot Episode)
2. Le Petit ami (The Big Forget-Me-Not Episode)
3. Bon anniversaire les filles ! (The Big Crappy Birthday Episode)
4. Dans les bras d'une star (The Big Pimpin' Episode)
5. Nouvelles expériences (The Big Dose of Reality Episode)
6. Fête de famille (The Big Award Episode)
7. Black attitude (The Big Sistah Sans Soul Episode)
8. Le monde est petit (The Big Ex-expectations Episode)
9. Mona vide son sac (The Big in with the Crowd Episode)
10. La Visite de grand-mère (The Big Thanks for Forgiving Episode)
11. Mona contre Spencer (The Big Upsetting Set-Up Episode)
12. Abstinence (The Big Hit It & Quit It Episode)
13. Jamais entre amis (The Big Condom-nation Episode)
14. Le Massacre de la Saint-Valentin (The Big Game of Love Episode)
15. Diffamation 1re partie (The Big Phat Mouth Episode: part 1)
16. Diffamation 2e partie (The Big Phat Mouth Episode: part 2)
17. Les Vases communicants (The Big Mixed Up Mojo Episode)
18. L'Idiot du village (The Big Sexy Shame Episode)
19. Tout pour Dee Dee (The Big Falling for It Episode)
20. Spencer, l'homme idéal (The Big I Have a Dream Episode)
21. Le Mariage (The Big Much I Do About Nothing Episode)
22. Duo de choc (The Big Mother's of a Mother's Day Episode)
23. Grosse frayeur (The Big Bad Neighbor Episode)

### Deuxième saison (2003-2004)
Le 15 mai 2003, la série est renouvelée pour une deuxième saison, diffusée à partir du 15 septembre 2003.
1. Un père absent 1re partie (The Big Mis-Conception Episode: part 1)
2. Un père absent 2e partie (The Big Mis-Conception Episode: part 2)
3. Sœurs contre sœurs (The Big Keep Your Eyes off My Prize Episode)
4. Joyeux anniversaire Mona (The Big Birth-Quake Episode)
5. La Poupée maléfique (The Big Big No-Substitutions Episode)
6. Travaux pratiques (The Big Butting In Episode)
7. Nouvelles expériences (The Big Foot in My Mouth Episode)
8. Tentations (The Big Forbidden Fruit Episode)
9. La Corde sensible (The Big College Admission Episode)
10. Secrets et métamorphoses (The Big Bitter Shower Episode)
11. Réveillon d'enfer (The Big How the Ex Stole Christmas Episode)
12. Camille et Carlo (The Big Double Date with My Mate Episode)
13. Révolution (The Big You're Not the Boss of Me Episode)
14. Chanson d'amour (The Big Love Is Here and Now You're Gone Episode)
15. Sacré week-end (The Big I Haven't the Vegas Idea Episode)
16. Bienvenue Drew (The Big Labor of Love Episode)
17. Le Pari de Dee Dee (The Big Typecast Episode)
18. Mona, coupeuse de tête (The Big Good Help Is Hard to Find Episode)
19. Alléluia (The Big Practice What You Preach Episode)
20. Quiproquos (The Big Employee Benefits Episode)
21. Fête des mères, le retour (The Big Mother of Mother's Day Rides Again Episode)
22. Quel pied ! (The Big Fetish What You Started Episode)
23. Le Grand amour (The Big Rules of Engagement Episode)
24. Rebonds (The Big Lover, My Brother Episode)

### Troisième saison (2004-2005)
Le 20 mai 2004, la série est renouvelée pour une troisième saison, diffusée à partir du 20 septembre 2004.
1. La Chevauchée fantastique (The Big My Little Pony Episode)
2. Entremetteuses (The Big Birth-Date Episode)
3. Tout faire soi-même (The Big Advice to Put It on Ice Episode)
4. Un mariage raté (The Big One Wedding and a Funeral Episode)
5. Réussir à tout prix (The Big Don't Leave Me This Way Episode)
6. Rivalités (The Big Not So Loyal Family Episode)
7. Nouveaux talents (The Big Don't Go Chasing Waterfalls Episode)
8. La Vie, les enfants, les maris (The Big My Life & Kids Episode)
9. L'Autre femme (The Big Thanks for Nothing Episode)
10. Un assistant de rêve (The Big Parent Trap Episode)
11. Un léger défaut (The Big Home Is Where the Car Is Episode)
12. L'Enfer du jeu ( The Big All Bets Are Off Episode)
13. Pour la gloire (The Big Credit Check Episode)
14. Mona aux commandes (The Big Performance Anxiety Episode)
15. Trois mois à vivre (The Big Fast Track Episode: part 1)
16. Le Bilan (The Big Fast Track Episode: part 2)
17. L'Amant caché (The Big Undercover Lover Episode)
18. Chacune pour soi (The Big Doormat No More Episode)
19. Une proposition en or (The Big Who's Wooing Who Episode)
20. Secret de famille (The Big Mothers for Others Episode)
21. Une nouvelle maman (The Big Thorne in My Side Episode)
22. Sans emploi (The Big Pomp & Circumstance Episode)

### Quatrième saison (2005-2006)
Le 19 mai 2005, la série est renouvelée pour une quatrième saison, diffusée à partir du 19 septembre 2005.
1. Le Blog de Mona (The Big Gen: Why Me? Episode)
2. Le Nerf de la guerre (The Big Dollars & Sense Episode)
3. Un cadeau inattendu (The Big Frozen Assets Episode)
4. Entraînement intensif (The Big Training Day Episode)
5. Le Charme de l'uniforme (The Big Young & the Restless Episode)
6. La Musique du base-ball (The Big Off Pitch Episode)
7. Mauvais souvenirs (The Big State of the Reunion Episode)
8. Le Week-end en amoureux (The Big How to Do & Undo It Episode)
9. Liaison secrète (The Big Days of Wine & Neuroses Episode)
10. Le Pouvoir des femmes (The Big Sexism in the City Episode)
11. La Soirée célébrités (The Big Sweet Smell of Excess Episode)
12. Les Choses de la vie (The Big Turning Over a New Leaf Episode)
13. Caprices de star (The Big Diva Down Episode)
14. Joyeuse Saint-Valentin (The Big My Funny Valentine Episode)
15. Le Partenariat (The Big Take Me as I Am Episode)
16. La Scène de nu (The Big Reality Bites Episode)
17. Intervention maladroite (The Big Stuck in the Middle Episode)
18. Le Concours (The Big "What Have We Done?" Episode)
19. Triangle amoureux (The Big Nervous Breakup Episode)
20. Agressivité (The Big Mother's What?! Episode)
21. Le Tyran sournois (The Big Hide and Sneak Episode)
22. Soirée à trois (The Big Who You Gonna Call Episode)

## Commentaires
- Aux États-Unis, chaque épisode a pour titre The Big … Episode.
- La série a été techniquement annulée en mai 2006 lors de la fusion des réseaux The WB et UPN, formant The CW[11].